# Gerhard Brock
Gerhard Johann „Gert“ Brock (* 10. April 1922 in Kleve; † 3. Mai 2009 ebenda) war ein deutscher Politiker und ehrenamtlicher Landrat (CDU).

## Leben und Beruf
Nach dem Besuch der Volksschule absolvierte er eine Schneiderlehre und legte die Meisterprüfung ab. Er war dann in diesem Beruf tätig. Mitglied der CDU wurde Brock 1952. Er war Kreisvorsitzender der Kommunalpolitischen Vereinigung der CDU.
Brock war verheiratet und hatte vier Kinder.

## Abgeordneter
Vom 26. Juli 1970 bis 30. Mai 1990 war Brock Mitglied des Landtags des Landes Nordrhein-Westfalen. Er wurde jeweils in den Wahlkreisen 040 Kleve bzw. 061 Kleve II direkt gewählt.
Dem Kreistag des Kreises Kleve gehörte er von 1956 bis 1984 an. Außerdem war er Mitglied des Rates der Stadt Kleve.

## Öffentliche Ämter
Von 1961 bis zur Gebietsreform am 31. Dezember 1974 war er Landrat des Kreises Kleve. Bürgermeister der Stadt Kleve war Brock von 1984 bis 1989. Er war in zahlreichen Gremien des Landkreistages Nordrhein-Westfalen vertreten.